# 亞歷山大·米卡貝利澤
亞歷山大·米卡貝利澤 (英語：Alexander Mikaberidze；1978年1月27日—) 是一位格鲁吉亚裔美國歷史學家、律師，目前擔任美國路易斯安那州立大學什里夫波特分校的歷史與社會科學正教授。
他專精於拿破崙戰爭時期，曾擔任過《劍橋拿破崙戰爭史》主編，並撰寫過如《拿破崙戰爭：全球史》、《博羅季諾戰役：拿破崙對決庫圖佐夫》、《別列津納戰役：拿破崙大逃脫》等書籍。

## 外部連結
- Author website （页面存档备份，存于）
- Profile and bibliography （页面存档备份，存于） – LSUS
- The James Smith Noel Collection （页面存档备份，存于） – LSUS
- YouTube上的Alexander Mikaberidze, "The Battle of the Berezina" – C-SPAN
- Mikaberidze interview （页面存档备份，存于）  – The Fondation Napoléon
- Mikaberidze 2024 in-depth interview （页面存档备份，存于） - Bioli Interview
- （喬治亞語） Biography （页面存档备份，存于） – National Parliamentary Library of Georgia